# Torna az 1968. évi nyári olimpiai játékokon
Az 1968. évi nyári olimpiai játékokon a tornában tizennégy versenyszámban osztottak érmeket. Věra Čáslavská csehszlovák és Nakajama Akinori japán tornászok négy-négy számban lettek elsők. Věra Čáslavská ezzel hétszeres aranyérmes lett a tokiói olimpián elért három első hellyel együtt.

## Férfi

### Éremtáblázat
A táblázatban a rendező ország csapata eltérő háttérszínnel, az egyes számoszlopok legmagasabb értéke vagy értékei vastagítással kiemelve.
| Az 1968. évi nyári olimpiai játékok éremtáblázata férfi tornában | Az 1968. évi nyári olimpiai játékok éremtáblázata férfi tornában | Az 1968. évi nyári olimpiai játékok éremtáblázata férfi tornában | Az 1968. évi nyári olimpiai játékok éremtáblázata férfi tornában | Az 1968. évi nyári olimpiai játékok éremtáblázata férfi tornában | Olimpia  |
| ---------------------------------------------------------------- | ---------------------------------------------------------------- | ---------------------------------------------------------------- | ---------------------------------------------------------------- | ---------------------------------------------------------------- | -------- |
|                                                                  | Ország                                                           | Arany                                                            | Ezüst                                                            | Bronz                                                            | Összesen |
| 1.                                                               | Japán (JPN)                                                      | 6                                                                | 2                                                                | 4                                                                | 12       |
| 2.                                                               | Szovjetunió (URS)                                                | 2                                                                | 4                                                                | 3                                                                | 9        |
| 3.                                                               | Jugoszlávia (YUG)                                                | 1                                                                | 0                                                                | 0                                                                | 1        |
|                                                                  |                                                                  |                                                                  |                                                                  |                                                                  |          |
| 4.                                                               | Finnország (FIN)                                                 | 0                                                                | 1                                                                | 0                                                                | 1        |
|                                                                  |                                                                  |                                                                  |                                                                  |                                                                  |          |
| 5.                                                               | NDK (GDR)                                                        | 0                                                                | 0                                                                | 1                                                                | 1        |
|                                                                  |                                                                  |                                                                  |                                                                  |                                                                  |          |
| Összesen                                                         | Összesen                                                         | 9                                                                | 7                                                                | 8                                                                | 24       |

### Érmesek
A táblázatban a rendező ország csapata eltérő háttérszínnel kiemelve.
| Az 1968. évi nyári olimpiai játékok érmesei férfi tornában | | | |
| Versenyszám                                                | Arany | Ezüst | Bronz |
| Gyűrű                                                      | Nakajama Akinori · Japán (JPN) · 19,450                                                                          | Mihail Voronyin · Szovjetunió (URS) · 19,325                                                                                               | Kató Szavao · Japán (JPN) · 19,225                                                                                   |
| Korlát                                                     | Nakajama Akinori · Japán (JPN) · 19,475                                                                          | Mihail Voronyin · Szovjetunió (URS) · 19,425                                                                                               | Viktor Klimenko · Szovjetunió (URS) · 19,225                                                                         |
| Lólengés                                                   | Miroslav Cerar · Jugoszlávia (YUG) · 19,325                                                                      | Olli Laiho · Finnország (FIN) · 19,225 | Mihail Voronyin · Szovjetunió (URS) · 19,200                                                                         |
| Nyújtó                                                     | Mihail Voronyin · Szovjetunió (URS) · 19,550                                                                     | Nem adták ki | Kenmocu Eizó · Japán (JPN) · 19,375                                                                                  |
| Nyújtó                                                     | Nakajama Akinori · Japán (JPN) · 19,550                                                                          | Nem adták ki | Kenmocu Eizó · Japán (JPN) · 19,375                                                                                  |
| Talaj                                                      | Kató Szavao · Japán (JPN) · 19,475                                                                               | Nakajama Akinori · Japán (JPN) · 19,400 | Kató Takesi · Japán (JPN) · 19,275                                                                                   |
| Ugrás                                                      | Mihail Voronyin · Szovjetunió (URS) · 19,000                                                                     | Endó Jukio · Japán (JPN) · 18,950 | Szergej Gyiomidov · Szovjetunió (URS) · 18,925                                                                       |
| Összetett egyéni                                           | Kató Szavao · Japán (JPN) · 115,90                                                                               | Mihail Voronyin · Szovjetunió (URS) · 115,85                                                                                               | Nakajama Akinori · Japán (JPN) · 115,65                                                                              |
| Összetett csapat                                           | Japán (JPN) · Cukahara Micuo · Endó Jukio · Kató Szavao · Kató Takesi · Kenmocu Eizó · Nakajama Akinori · 575,90 | Szovjetunió (URS) · Szergej Gyiomidov · Valerij Iljinih · Valerij Karaszov · Viktor Klimenko · Viktor Liszickij · Mihail Voronyin · 571,10 | NDK (GDR) · Günter Beier · Matthias Brehme · Gerhard Dietrich · Siegfried Fülle · Klaus Köste · Peter Weber · 557,15 |

## Női

### Éremtáblázat
| Az 1968. évi nyári olimpiai játékok éremtáblázata női tornában | Az 1968. évi nyári olimpiai játékok éremtáblázata női tornában | Az 1968. évi nyári olimpiai játékok éremtáblázata női tornában | Az 1968. évi nyári olimpiai játékok éremtáblázata női tornában | Az 1968. évi nyári olimpiai játékok éremtáblázata női tornában | Olimpia  |
| -------------------------------------------------------------- | -------------------------------------------------------------- | -------------------------------------------------------------- | -------------------------------------------------------------- | -------------------------------------------------------------- | -------- |
|                                                                | Ország                                                         | Arany                                                          | Ezüst                                                          | Bronz                                                          | Összesen |
| 1.                                                             | Csehszlovákia (TCH)                                            | 4                                                              | 2                                                              | 0                                                              | 6        |
| 2.                                                             | Szovjetunió (URS)                                              | 3                                                              | 1                                                              | 5                                                              | 9        |
|                                                                |                                                                |                                                                |                                                                |                                                                |          |
| 3.                                                             | NDK (GDR)                                                      | 0                                                              | 2                                                              | 1                                                              | 3        |
|                                                                |                                                                |                                                                |                                                                |                                                                |          |
| Összesen                                                       | Összesen                                                       | 7                                                              | 5                                                              | 6                                                              | 18       |

### Érmesek
| Az 1968. évi nyári olimpiai játékok érmesei női tornában | | | |
| Versenyszám                                              | Arany | Ezüst | Bronz |
| Gerenda                                                  | Natalja Kucsinszkaja · Szovjetunió (URS) · 19,650                                                                                             | Věra Čáslavská · Csehszlovákia (TCH) · 19,575 | Larisza Petrik · Szovjetunió (URS) · 19,250                                                                              |
| Felemás korlát                                           | Věra Čáslavská · Csehszlovákia (TCH) · 19,650                                                                                                 | Karin Janz · NDK (GDR) · 19,500 | Zinaida Voronyina · Szovjetunió (URS) · 19,425                                                                           |
| Ugrás                                                    | Věra Čáslavská · Csehszlovákia (TCH) · 19,775                                                                                                 | Erika Zuchold · NDK (GDR) · 19,625 | Zinaida Voronyina · Szovjetunió (URS) · 19,500                                                                           |
| Talaj                                                    | Věra Čáslavská · Csehszlovákia (TCH) · 19,675                                                                                                 | Nem adták ki | Natalja Kucsinszkaja · Szovjetunió (URS) · 19,650                                                                        |
| Talaj                                                    | Larisza Petrik · Szovjetunió (URS) · 19,675                                                                                                   | Nem adták ki | Natalja Kucsinszkaja · Szovjetunió (URS) · 19,650                                                                        |
| Összetett egyéni                                         | Věra Čáslavská · Csehszlovákia (TCH) · 78,25                                                                                                  | Zinaida Voronyina · Szovjetunió (URS) · 76,85 | Natalja Kucsinszkaja · Szovjetunió (URS) · 76,75                                                                         |
| Összetett csapat                                         | Szovjetunió (URS) · Ljubov Burda · Olga Karaszjova · Natalja Kucsinszkaja · Larisza Petrik · Ljudmila Turiscseva · Zinaida Voronyina · 382,85 | Csehszlovákia (TCH) · Věra Čáslavská · Marianna Krajčírová · Jána Kubičková-Posnerová · Hana Lišková · Bohumila Řimnáčová · Miroslava Skleničková · 382,20 | NDK (GDR) · Maritta Bauerschmidt · Karin Janz · Marianne Noack · Magdalena Schmidt · Ute Starke · Erika Zuchold · 379,10 |